# Zumbo
Zumbo es la ciudad más occidental de Mozambique, en la provincia de Tete. Situada en la orilla nordeste de la confluencia del río Zambeze con el río Luangwa, en la frontera con Zimbabue  y Zambia. Posee mercado agrícola y minas de carbón. En el 2005 su población era de 33.000 habitantes.
Zumbo fue establecida como un puesto comercial en la última parte del siglo XVII por los portugueses. Se hizo próspera con el comercio a lo largo del Zambeze medio y con Zimbabue, y hasta el bajo Luangwa, con el comercio del marfil hasta el lago Bangweulu. Dominaba la zona, y los comerciantes de Zumbo se establecieron allí. Zumbo declinó después de que Rodesia del Norte y del Sur (más tarde Zambia y Zimbabue) se convirtieron en parte del Imperio Británico, cortando su comercio con esos territorios.
En el decenio de 1970 se crearon la presa y el lago de Cahora Bassa río abajo.  Zumbo está en la parte más alejada río arriba del lago.
La ubicación estratégica de la ciudad ocasionó que en la guerra de Independencia de Mozambique y en la Guerra Civil mozambiqueña, hubiese una guerra de guerrillas en la ciudad y sus alrededores y se colocaran muchas minas terrestres. Zumbo fue abandonada durante un tiempo en la guerra civil y parcialmente destruida, y la reconstrucción continúa.
Además de la pesca en el río y el lago, la actividad económica se basa en el comercio con los países vecinos, lo que inevitablemente implica también el contrabando. Hay pequeñas minas de carbón cerca de la ciudad, y los principales cultivos que se producen en las fértiles riberas y llanuras inundables de los ríos son el arroz, la mandioca y los frijoles.

Las conexiones por carretera con el resto de Mozambique están en muy malas condiciones, y el principal medio de transporte y suministro es por barco desde Songo en la presa de Cahora Bassa. 
- Datos: Q229677